# Adolf Rzepko
Adolf Karol Rzepko (ur. 3 kwietnia 1825 w Pradze, zm. 31 marca 1892 w Warszawie) pierwotne nazwisko: Řepka, Rzepka – polski pianista, oboista, dyrygent, pedagog i kompozytor.
Syn Jana, byłego oficera wojsk austriackich – urzędnika oraz Katarzyny z Kaplów. Żonaty (ślub w sierpniu 1847) z Pauliną Korytkowską (1826 – 1884), nauczycielką języka niemieckiego i francuskiego oraz gry na fortepianie, miał z nią syna Władysława. Pochowany na cmentarzu Powązkowskim.

## Życiorys
Studiował w praskim konserwatorium w klasie oboju, fortepianu i organów (Václav Tomášek) oraz kompozycji (F.D. Weber). Dyplom z odznaczeniem z zakresu gry na oboju uzyskał w 1843 r. W 1846 r. osiadł w Warszawie gdzie po uzyskaniu uprawnień do nauczania gry fortepianowej i śpiewu udzielał prywatnych lekcji. Prowadził chóry w kościołach: św. Anny i św. Aleksandra, dla których napisał kilka mszy. W kolejnych latach kierował chórami, był prywatnym nauczycielem muzyki, prowadził kościelne i amatorskie zespoły wokalne i instrumentalne, koncertował i komponował utwory muzyczne. Od 1849 r. w Radomiu (orkiestra teatralna), w 1854 r. w Piórkowie (Opatowskie), ok. 1855-1858 w Grotnikach (Buski), ok. 1858-1859 w Sieradzu, Kaliszu i Gidlach, w 1860-1868 znów w Piórkowe. W 1869 roku przeniósł się na stałe do Warszawy gdzie kontynuował pracę nauczyciela oraz dyrygował chórem przy kościele Św. Karola Boromeusza. Od 1870 był również oboistą Orkiestry Teatru Wielkiego. W latach 1876–1881 regularnie uczęszczał do Kalisza gdzie komponował na użytek tamtejszych zespołów.

## Twórczość
Z różnorodnej twórczości Adolfa Rzepki dużym powodzeniem cieszyły się miniatury fortepianowe:
- 26 Morceaux faciles et mélodiques précédés chacun d'un prélude : composés pour les élèves. Op. 7 Livr. 1[3]; Livr. 2[4];
- Portefeuille des jeunes pianists. Op. 12 No. 1[5]; No. 2[6]; No. 4[7]; No. 5[8]; No. 6[9]; No. 7[10]; No. 8[11]; No. 9[12]; No, 10[13];
- Souvenir de Varsovie.  Op. 17 No. 1 - 20[14];
- Récréations instructives. Op. 18 Livr. 1[15]; Livr. 2[16];
- Six amusements faciles : pour le piano à 4 mains. Op. 14 No. 2[17]; No. 3[18]; No. 5[19]; No. 6[20];
- Fleurs mélodiques : morceaux faciles sur des thèmes favoris : pour le piano à quatre mains. Op. 15[21]
- Petits bijoux. Op. 16 Livr. 1[22]; Livr. 2[23].

Napisał również muzykę do Marii Anatoniego Malczewskiego i szereg tańców na orkiestrę, a dla chórów kościelnych 22 msze. Kompozycje te, jak i liczne pieśni solowe, ok. 90 chóralnych oraz ponad 50 utworów kameralnych zachowały się w rękopisach, tylko nieliczne z nich opublikował.
Adolf Rzepko był również autorem Elementarne zasady muzyki … (1869) i Szkoły na fortepian, które wykorzystywał w nauczaniu. 